# Castello di Hohenschwangau
Il castello di Hohenschwangau (in tedesco: Schloss Hohenschwangau, castello di "Contea del Cigno" alta), è un castello che si trova nella frazione Hohenschwangau del comune di Schwangau, nei pressi di Füssen, in Baviera, Germania.

## Storia

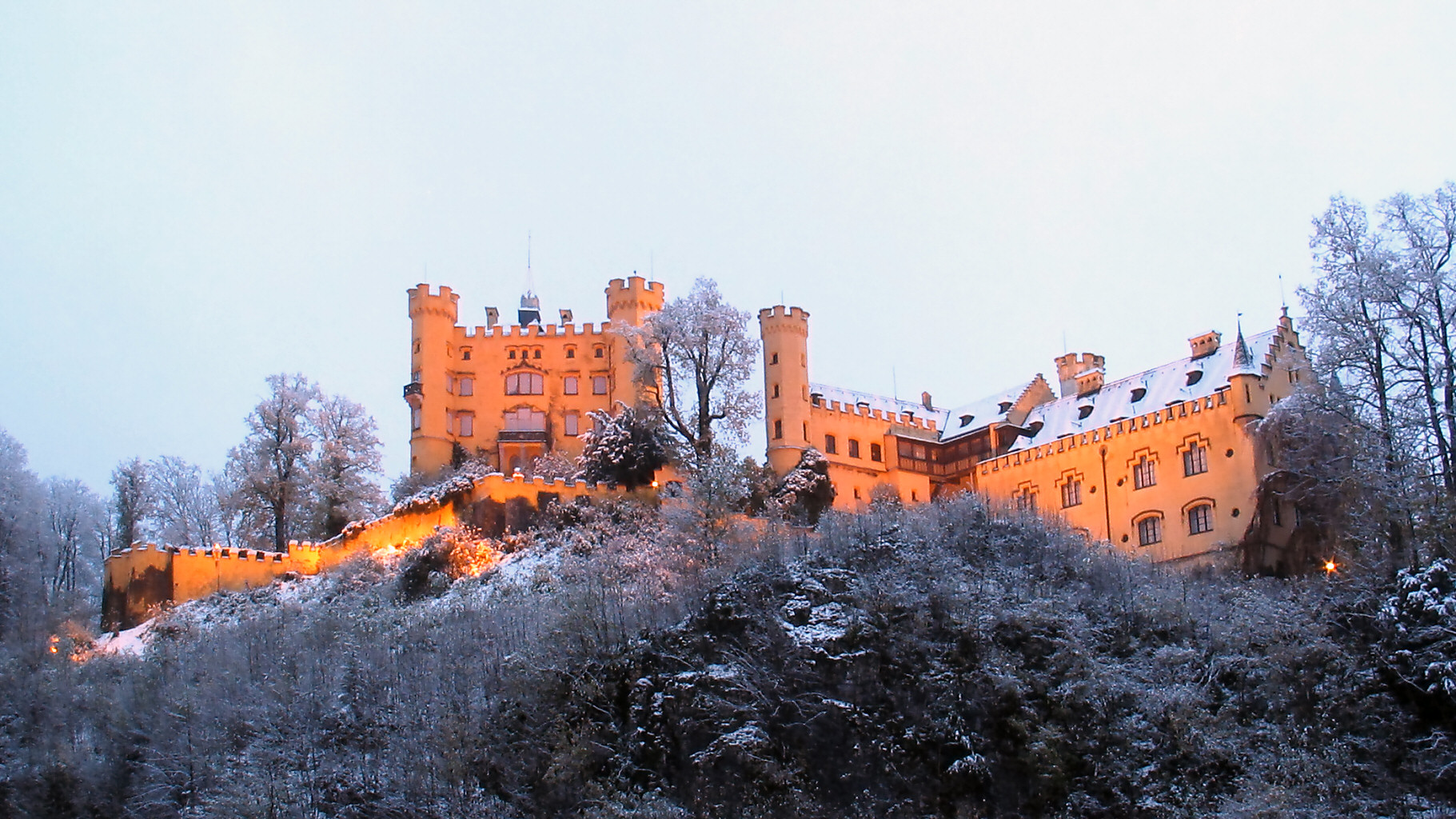
Castello Hohenschwangau, in un tramonto di novembre

Originalmente il castello di Hohenshwangau era una fortezza medievale, già nominata nel XII secolo; con il passare dei secoli, cambiò più volte proprietario fino all'abbandono ed alla rovina. Nel corso del Cinquecento, le rovine del castello vennero acquistate dalla ricca famiglia patrizia dei Paumgartner, originari di Norimberga, i quali promossero un restauro dell'intera struttura ed un suo ampliamento in stile rinascimentale italiano.
Nel 1829 Massimiliano II, padre di Ludwig II lo riscoprì, ne acquistò la proprietà e lo fece restaurare, affidando i lavori a Domenico Quaglio. Grazie agli interventi voluti da Massimiliano II, il maniero fu trasformato in un palazzo divenendo un luogo oggi molto frequentato da turisti. Nelle vicinanze, in linea d'aria di fronte, è sito anche il castello di Neuschwanstein, dinasticamente discendente.